# Гисен
Ги́сен (нем. Gießen) — город в Германии, университетский город, расположен в земле Гессен. Подчинён административному округу Гисен. Входит в состав района Гисен. Население составляет 90 131 человек (на 31 декабря 2020 года). Занимает площадь 72,562 км². Официальный код — 06 5 31 005.

## Географическое положение
Гисен расположен на изгибе реки Лан, там, где она меняет своё направление с южного на западное, между городами Ветцлар (12 км ниже по Лану) и Марбург (30 км выше по Лану). К юго-западу от Гисена начинается горный массив Таунус, а к востоку — Фогельсберг.
Соседние общины:
- Хойхельхайм (нем. Heuchelheim)
- Веттенберг (нем. Wettenberg)
- Лоллар (нем. Lollar)
- Штауфенберг (нем. Staufenberg)
- Бузек (нем. Buseck)
- Фернвальд (нем. Fernwald)
- Польхайм (нем. Pohlheim)
- Линден (нем. Linden)
- Хюттенберг (нем. Hüttenberg) (Lahn-Dill-Kreis)
- Ветцлар (нем. Wetzlar) (Lahn-Dill-Kreis).

Гисен подразделяется на 6 городских районов:
- Центральный район (нем. Kernstadt)
- Визек (нем. Wieseck)
- Клейнлинден (нем. Kleinlinden)
- Аллендорф-на-Лане (нем. Allendorf / Lahn)
- Рёдген (нем. Rödgen)
- Лютценлинден (нем. Lützellinden)

## История

### Основание города
В 1152 году Вильгельм фон Глейберг (нем. Wilhelm von Gleiberg) основал за́мок Гисен в 5 километрах от своего замка Глейберг и переселился туда. Первое письменное упоминание нового поселения относится к 1197 году. В 1248 году Гисен стал городом и в 1264 году перешёл к ландграфству Гессен. В 1442 году Гисен получил право на свободу торговли (создание городского рынка), что имело в средневековье большое значение для развития городской экономики.
Около 1535 года ландграф Филипп I Великодушный велел укрепить город. При делении ландграфства Гессен в 1567 году Гисен перешёл к ландграфству Гессен-Марбург, а 1604 году — к ландграфству Гессен-Дармштадт.

### Университет
19 мая 1607 года был основан Университет Людвига (нем. Ludwigsuniversität), а через два года и Гисенский ботанический сад — старейший ботанический сад Германии.

### XVII—XVIII века
Чума 1634—35 гг. значительно сократила численность населения.
Во время войн в XVIII веке Гисен неоднократно попадал в руки завоевателей.

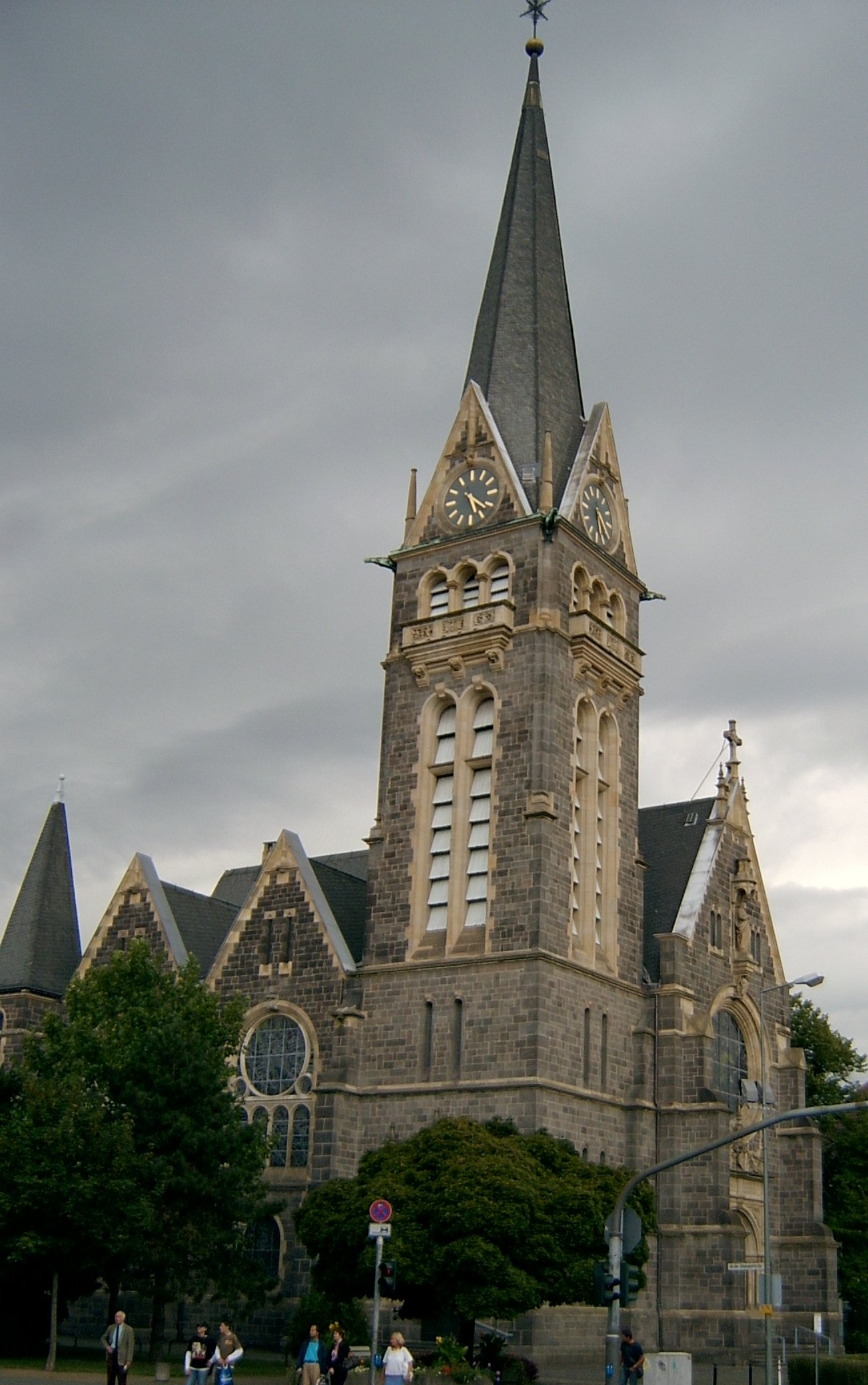
Евангелическая церковь Йоханнеса

### XIX век
В 1803 году Гисен стал столицей провинции Обергессен в Великом герцогстве Гессен. В последующие годы были улучшены городские укрепления.
С 1824 до 1852 года в Гисенском университете преподавал Юстус Либих.
В 1849 году с введением в эксплуатацию ветви Франкфурт-Кассель Гисен был подключен к германской железнодорожной сети. В 1862 году добавилась ветвь на Кёльн, а двумя годами позже ветвь Кобленц-Ветцлар была продлена до Гисена.
В 1855 году была основана добровольная пожарная охрана.
В 1870 году вошла в эксплуатацию железнодорожная ветвь на Фульду, а в 1872 году — на Гельнхаузен.
В 1879—1888 гг. в Гисенском университете преподавал Вильгельм Конрад Рентген.
В 1893 году была открыта Евангелическая церковь Йоханнеса (нем. Johanneskirche) — самая большая церковь города на сегодняшний день.

### XX век
В 1907 году открылся городской театр.
До 1942 года более 1000 евреев депортированы в нацистские лагеря.

## Численность населения
В средневековье Гисен насчитывал от нескольких сотен до нескольких тысяч жителей. Численность населения росла медленно в результате частых войн, эпидемий и голода, как, например, во время чумы в 1634—1635 гг. С началом индустриализации в XIX столетии прирост населения ускорился.
Во время Второй мировой войны количество населения значительно уменьшилось с 47.000 в 1939 году до 25.000 в 1945 году.
Прирост населения до 78.000 в 1971 году объясняется присоединением соседних общин Аллендорф-на-Лане и Рёдген. В 1977 году города Гисен, Ветцлар и 14 соседних общин были объединены в один город под названием Лан (по имени реки) с населением в 155.000, но он продержался только до 1 августа 1979 года и был снова поделен из-за многочисленных протестов.
С 1963 года количество населения Гисена практически не опускается ниже 70.000.
| 1495  | 1577  | 1675  | 1782  | 1800  | 1834  | 1900   | 1919   | 1939   | 1945   | 1950   | 1965   | 1980   | 1987   | 1990   | 2008   |
| 1.200 | 3.000 | 4.450 | 4.600 | 4.800 | 7.878 | 25.491 | 33.402 | 46.560 | 34.907 | 46.712 | 72.395 | 76.374 | 69.824 | 74.497 | 75.140 |
| ----- | ----- | ----- | ----- | ----- | ----- | ------ | ------ | ------ | ------ | ------ | ------ | ------ | ------ | ------ | ------ |

## Климат
Среднемесячная температура, °C:
| январь | февраль | март | апрель | май   | июнь  | июль  | август | сентябрь | октябрь | ноябрь | декабрь |
| ------ | ------- | ---- | ------ | ----- | ----- | ----- | ------ | -------- | ------- | ------ | ------- |
| −0,1   | +0,7    | +4,6 | +8,9   | +13,5 | +16,6 | +18,2 | +17,4  | +14,0    | +9,0    | +4,7   | +1,1    |

Среднемесячные осадки, мм:
| январь | февраль | март | апрель | май | июнь | июль | август | сентябрь | октябрь | ноябрь | декабрь |
| 48     | 42      | 31   | 38     | 51  | 66   | 65   | 63     | 48       | 44      | 46     | 45      |
| ------ | ------- | ---- | ------ | --- | ---- | ---- | ------ | -------- | ------- | ------ | ------- |

## Политика
Коммунальные выборы 26 марта 2006 показали следующие результаты:
| Партии и общества        | Голоса, % 2006 | Кресла 2006 | Голоса, % 2001 | Кресла 2001 |
| ХДС                      | 36,0           | 21          | 38,6           | 23          |
| СДПГ                     | 33,2           | 20          | 33,4           | 20          |
| Союз 90/Зелёные          | 12,8           | 8           | 9,7            | 6           |
| СвДП                     | 5,7            | 3           | 5,5            | 3           |
| Свободные избиратели     | 3,8            | 2           | 7,4            | 4           |
| Левая партия. ПДС        | 5,9            | 4           | 3,8            | 2           |
| Гражданский список Гисен | 2,4            | 1           | 1,1            | 1           |
| Другие                   | 0,1            | 0           | 0,5            | 0           |
| Всего                    | 100            | 59          | 100            | 59          |
| Участие в выборах, %     | 37,9           | 37,9        | 47,2           | 47,2        |

С 2001 года правящая коалиция из ХДС, СвДП и Свободных избирателей потеряла часть голосов в последних выборах. После выборов в 2006 году Гисен управляется коалицией из ХДС, СвДП и Союз 90/Зелёные.
По итогам прямых выборов 7 июня 2009 года обер-бургомистром Гисена стала Дитлинд Грабе-Больц (СДПГ), получившая 55,5 % голосов.

## Экономика и инфраструктура

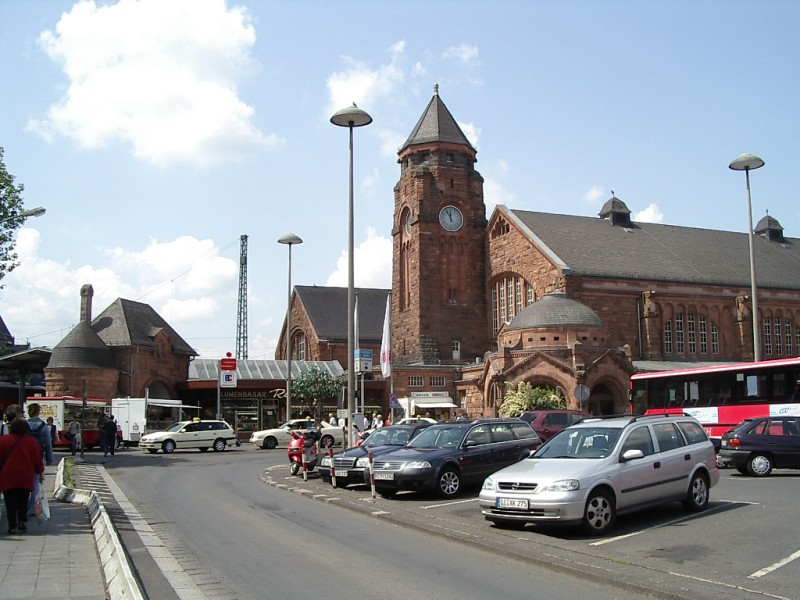
Площадь перед железнодорожным вокзалом

### Транспорт
Гисен является узловым пунктом в центре Гессена. Рядом с ним проходят автомагистрали, связывающие Марбург и Кассель на севере, Франкфурт-на-Майне на юге, Вюрцбург на юго-востоке, Зиген на северо-западе, а также Лимбург-на-Лане и Кобленц на юго-западе. Вокруг города ведет кольцевая магистраль.
Гисен является также узловым железнодорожным пунктом в центральной части Гессена. В городе имеются как пассажирский, так и грузовой железнодорожный вокзал. До 2003 года работало локомотивное депо. Железнодорожные ветви соединяют Гисен с Касселем на севере, Франкфуртом-на-Майне на юге, Кёльном на западе, Кобленцем на юго-западе, Фульдой на востоке и Гельнхаузеном на юго-востоке.
Большую роль играет близость к международному аэропорту Франкфурт-на-Майне (около 70 км).
С конца Второй мировой войны и до середины 2007 года в Гисене располагался центральный американский склад, снабжавший продуктами и товарами гражданского назначения американских военнослужащих и их семьи в Европе.

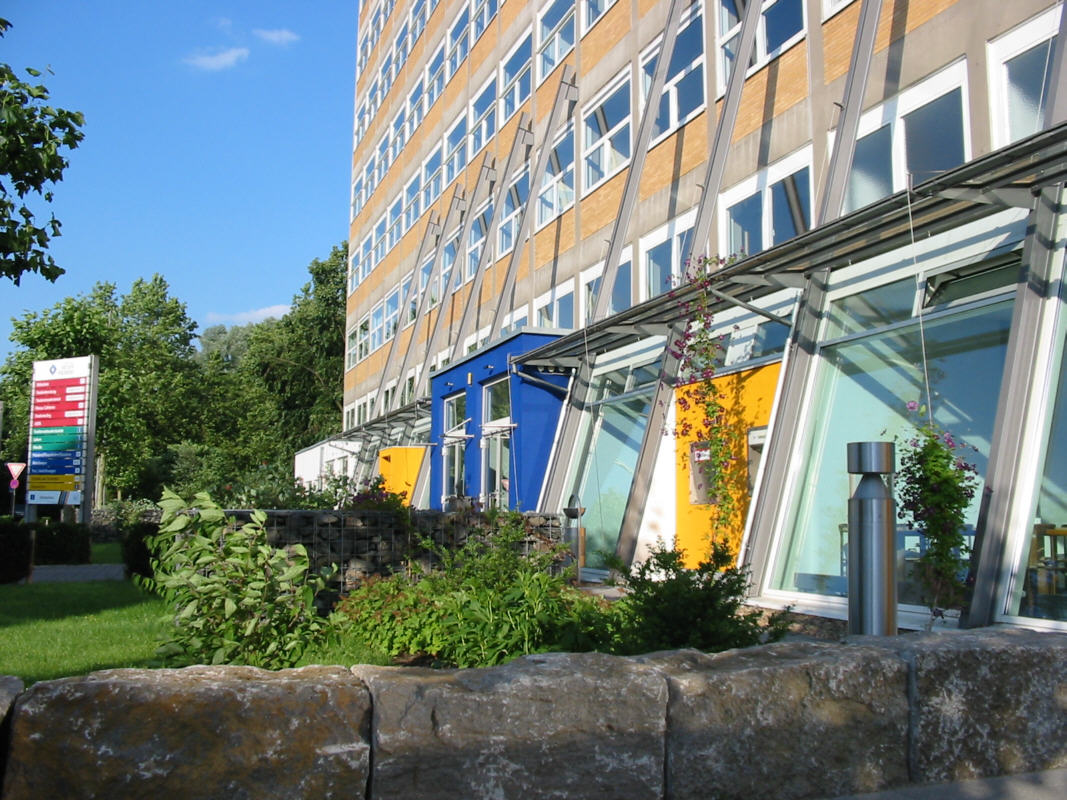
Высшее учебное заведение Гисен-Фридберг

### Образование

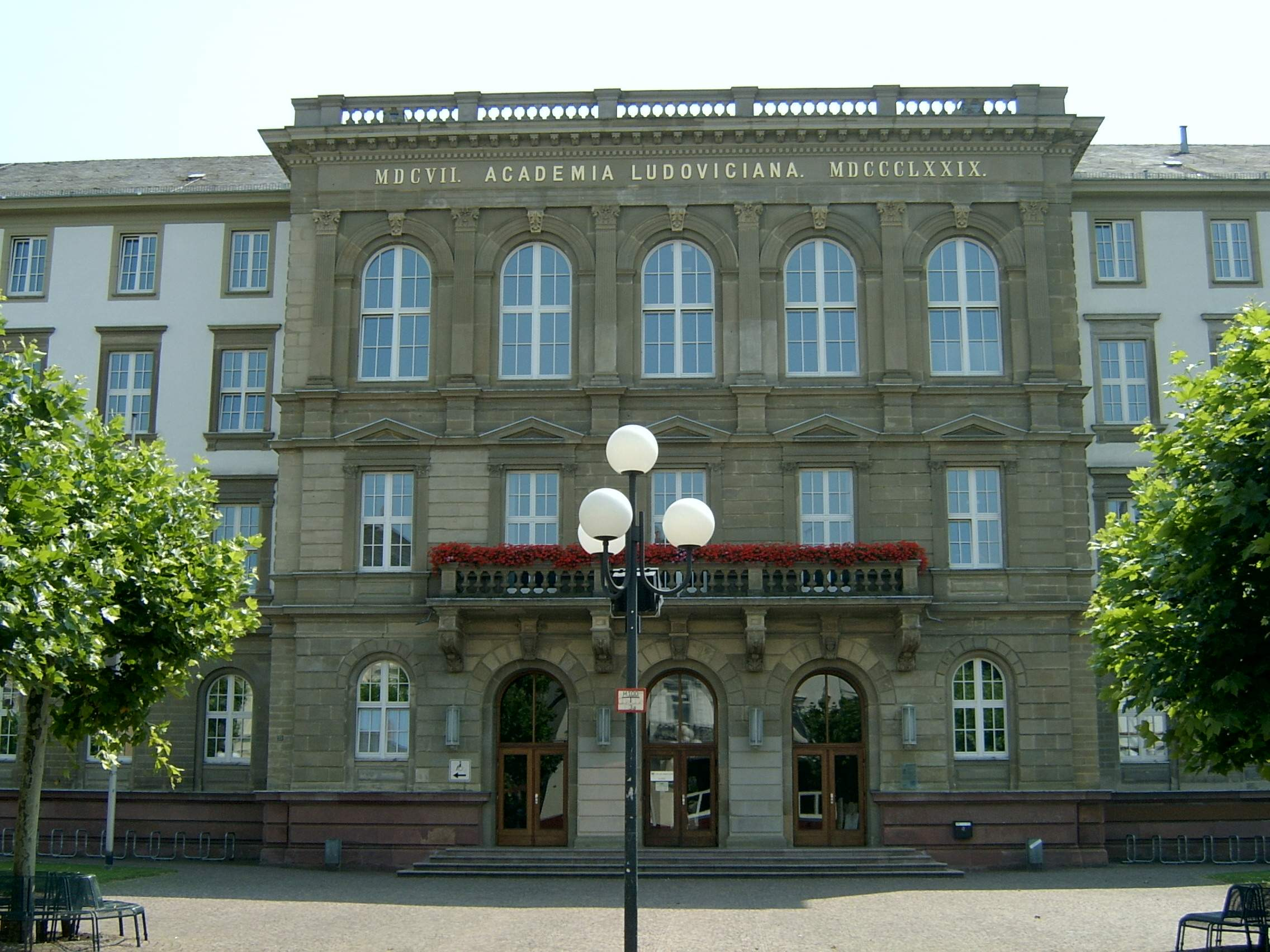
Главное здание Гисенского университета

Гисенский университет имени Юстуса Либиха был основан в 1607 году ландграфом Людвигом V и носил его имя до 1945 года. Университет до сих пор связан со своим основателем — его главное здание стоит на улице Людвига (нем. Ludwigstraße). В 2009 году Гисенский университет насчитывал свыше 24 000 студентов. Основное направление образования — естественные науки и медицина. Наряду с учебными зданиями, к университету относится Университетская клиника Гисена и Марбурга.
Вторым высшим учебным заведением в Гисене является Технический университет Среднего Гессена (нем. Fachhochschule Gießen-Friedberg), основанный в 1971 году и насчитывающий в 2009 году свыше 11 700 студентов, из которых около 6000 обучаются в самом Гисене.
В 2008 году было основано высшее учебное заведение Freie Theologische Hochschule Gießen, обучающее по теологическому направлению.
Итого из 75 000 жителей города около 30 000 студентов.

### Юстиция
В Гисене находится ряд судебных учреждений, гражданский суд, административный суд, прокуратура, а также юридическое учреждение по вопросам отбытия наказания.

## Достопримечательности

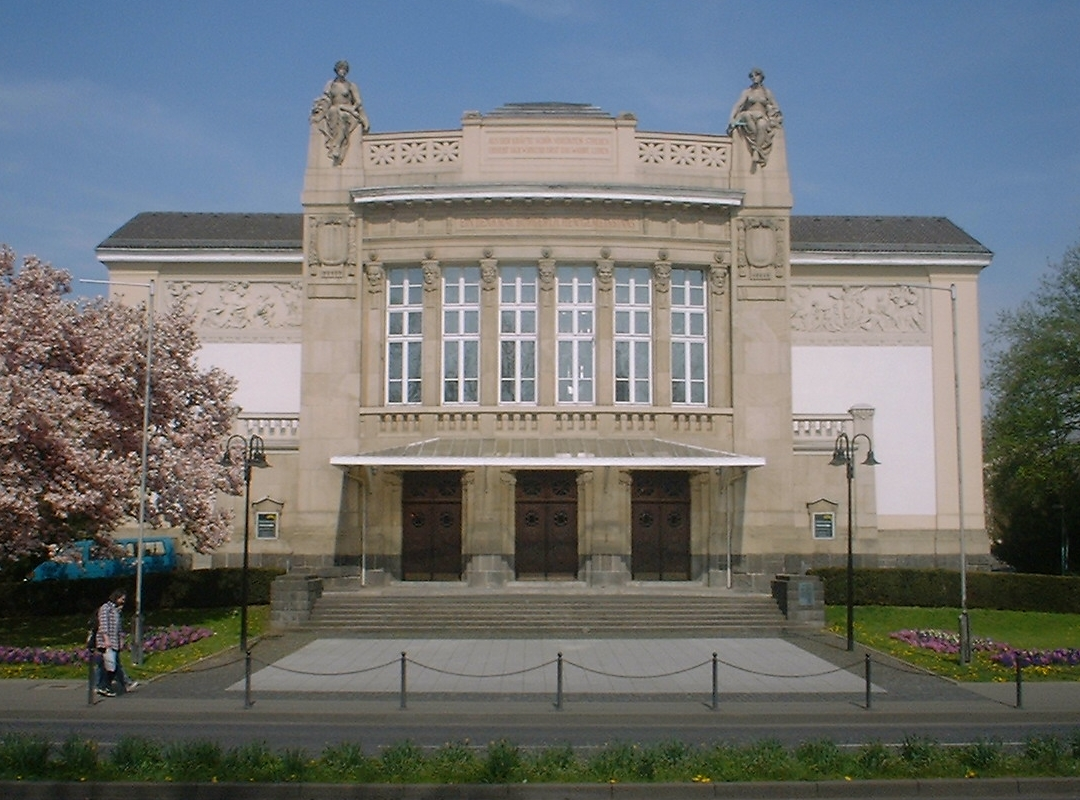
Городской театр

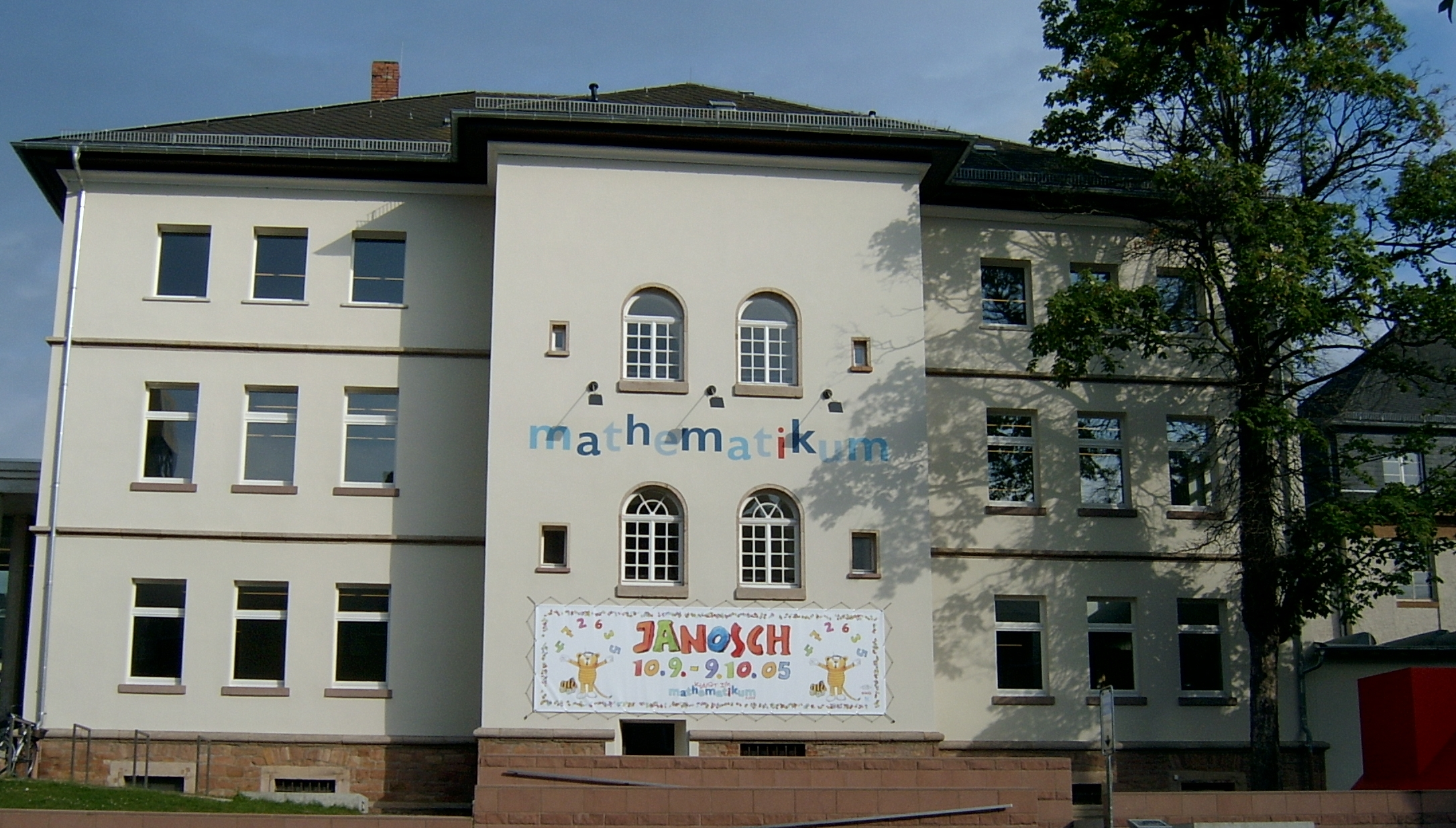
Математикум

### Театр
Городской театр на 600 зрительских мест был построен в 1906—1907 годах архитектурным бюро «Фельнер & Гельмер» по типу, как театры в Клагенфурте и в Габлонце. В гисенском городском театре проводятся театральные постановки, оперы, оперетты, мюзикл, танцы и концерты.

### Музеи
Математикум (нем. Mathematikum) — первый и единственный в своем роде музей в Германии — знакомит посетителей с математикой в очень наглядной и интересной форме. Рядом с Математикумом расположен музей Либиха, посвященный научному вкладу известного химика.
Обергессенский музей состоит из трех частей — Валенфельского дома, Лейбского дома и музея в Старом замке. Первые два находятся в сохранившихся городских зданиях старой постройки на центральной площади Кирхплатц (нем. Kirchplatz). Здесь можно познакомиться с доисторическими и историческими археологическими находками в районе Гисена и экспонатами по истории города. В Старом замке на площади Brandplatz собраны художественные произведения местных мастеров из XIX—XX столетий.

### Архитектурные сооружения

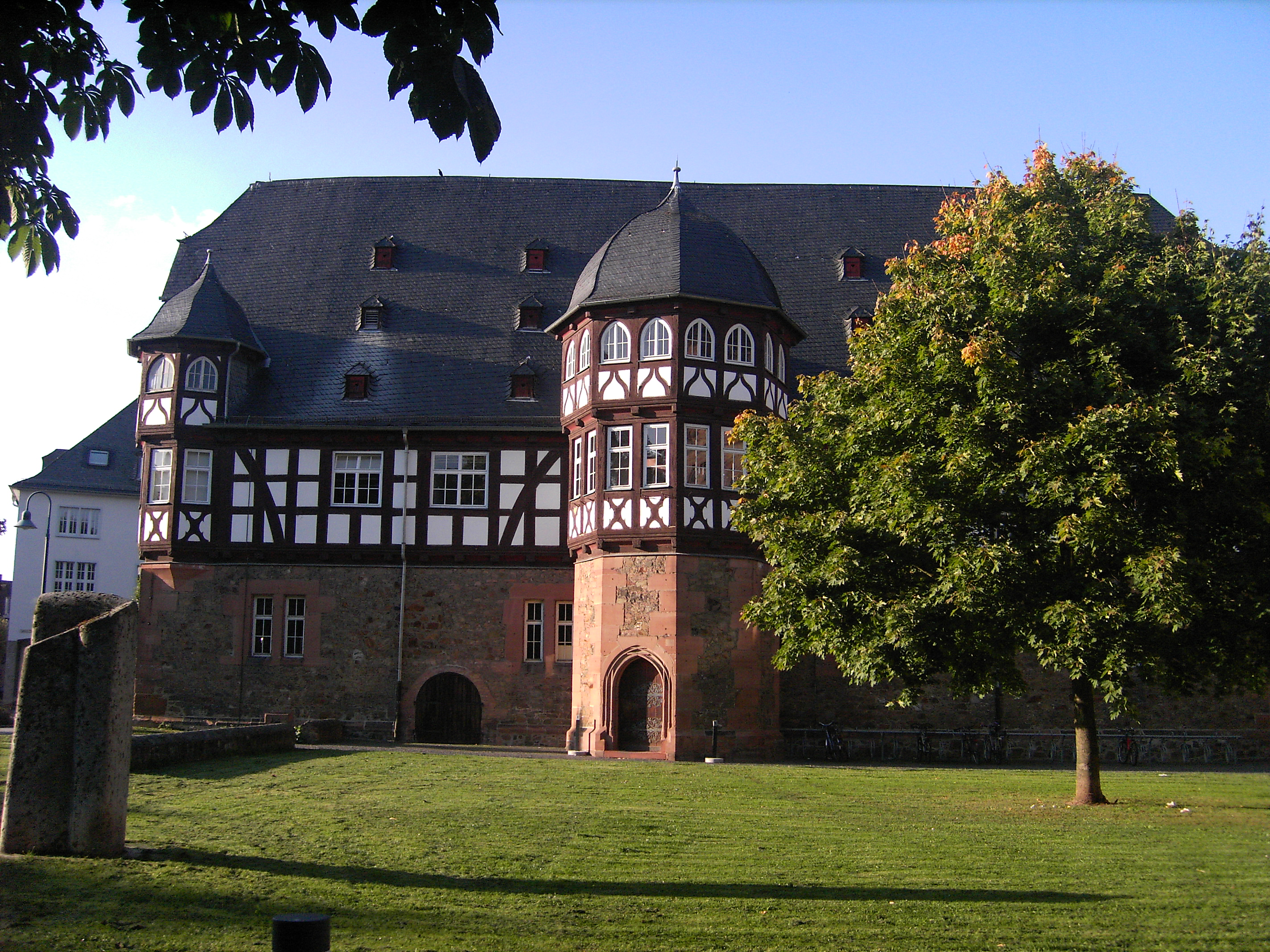
Новый за́мок

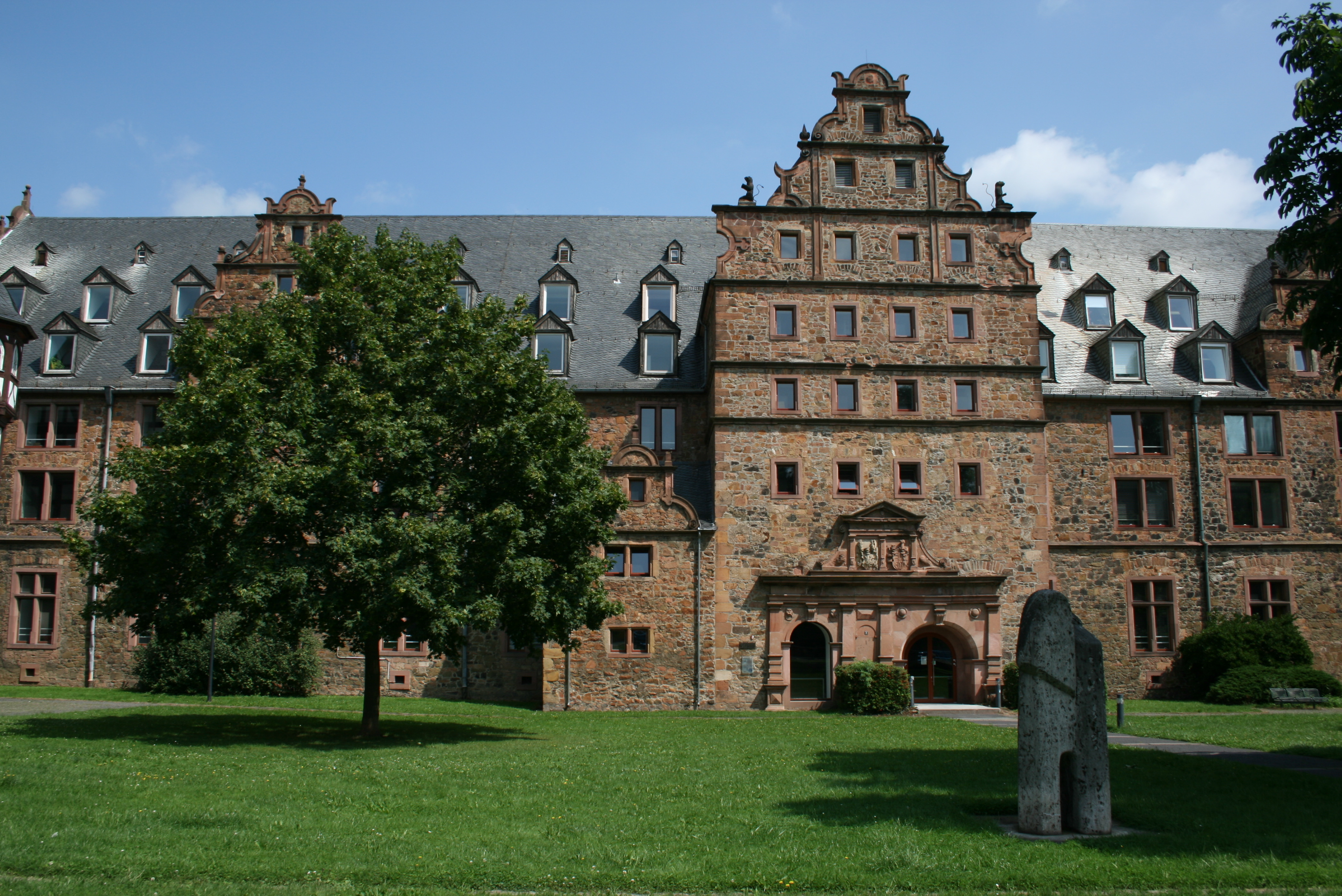
Цейхгауз

Из-за воздушных налетов во время Второй мировой войны исторические постройки в центре Гисена почти не сохранились. К достопримечательностям Гисена относятся некоторые восстановленные фахверковые дома. В ресторане Zum Löwen в 1772 году Гёте встречался со своими друзьями. Старый за́мок и Новый за́мок ландграфов Гессен. Фасад главного здания Гисенского университета и Цейхгауз, который также используется университетом.
Готическая западная башня городской церкви, разрушенной в 1944 году во время воздушных налетов, была восстановлена как памятник жертвам трагических событий. А из обломков городской церкви построили часовню — Pankratiuskapelle.
В 1891—1893 гг. по планам берлинского архитектора Ганса Гризебаха недалеко от городского театра была построена церковь Йоханнеса (нем. Johanneskirche) — самая большая евангелическая церковь Гисена, выполненная в неороманском стиле. Её высота достигает 75 метров.
Старое кладбище (нем. Alter Friedhof) заложили в 1530 году за пределами городской стены. На территории кладбища имеется капелла, построенная в 1623—1625 гг. По собственному желанию на этом кладбище был похоронен Вильгельм Конрад Рентген.
Здание вокзала было построено архитектором Людвигом Хофманом в стиле модерн, при этом вокзал сохранил предыдущее строение 1854 года.

### Шиффенберг
Шиффенберг расположен в пяти километрах от Гисена на возвышенности Хаусберг (нем. Hausberg) (281 м). Сооружения бывшего монастыря берут своё начало в первой половине XII века. В 1323—1809 гг. монастырь принадлежал Тевтонскому ордену. В настоящее время часть построек разрушены. В 1972 году Шиффенберг был куплен землёй Гессен и присвоен Гисену. С 1975 года в летние месяцы здесь проводятся музыкальные концерты под открытым небом.

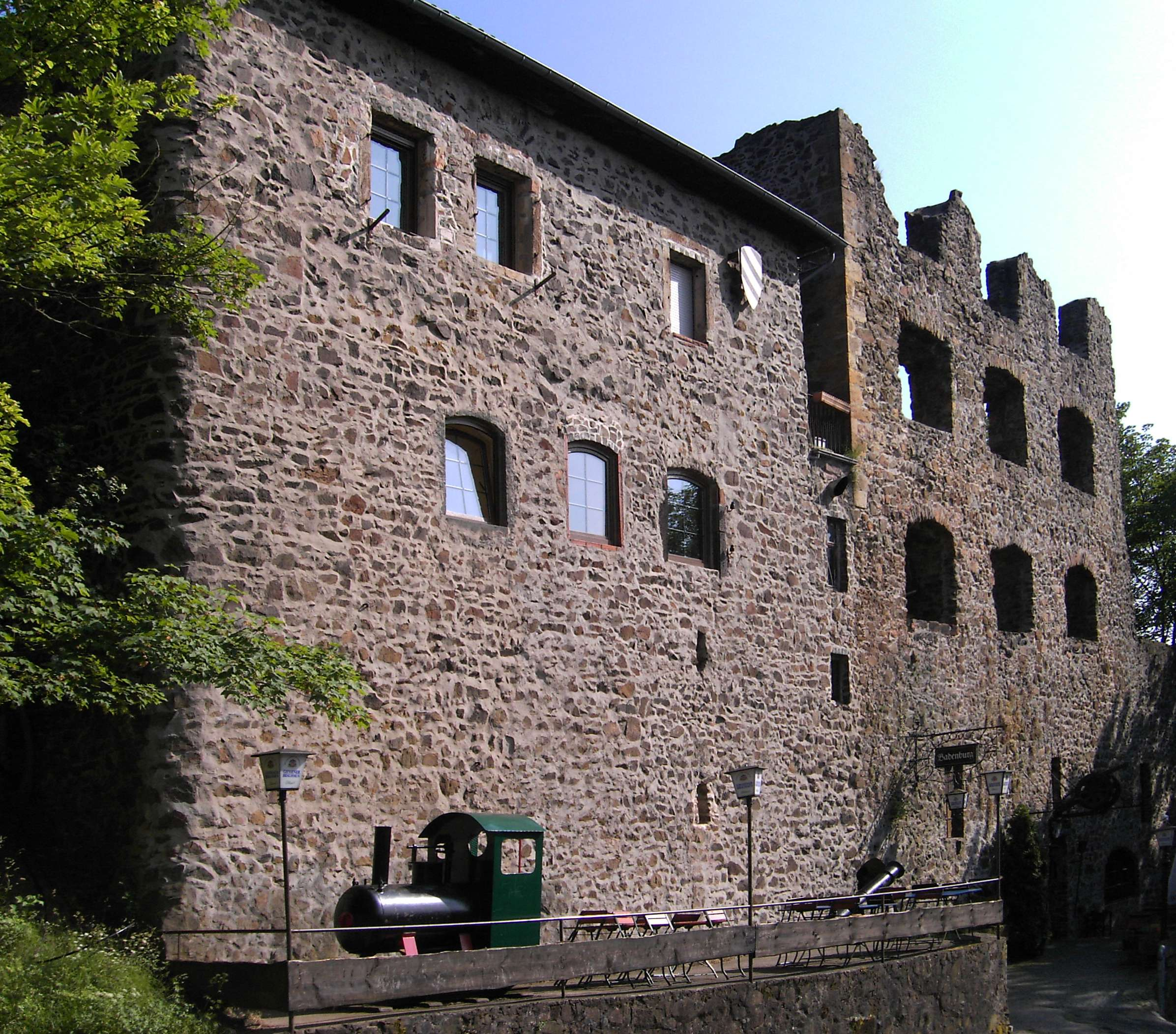
Баденбург

### Баденбург
Руины Баденбург находятся в северо-восточной части города — в районе Визек. Баденбург был построен в 1358 году и разрушен во время Тридцатилетней войны. В своё время там проживал Георг Бюхнер, где он и написал свой памфлет «Der Hessische Landbote». Сейчас там расположился ресторан.

## Спорт
- Мужская баскетбольная команда LTi Gießen 46ers (ранее MTV Gießen) играет ежегодно начиная с 1966 года в первой национальной лиге Германии и неоднократно становилась чемпионом.
- Мужская волейбольная команда USC Gießen трижды побеждала в первенствах Германии в 80-х годах.

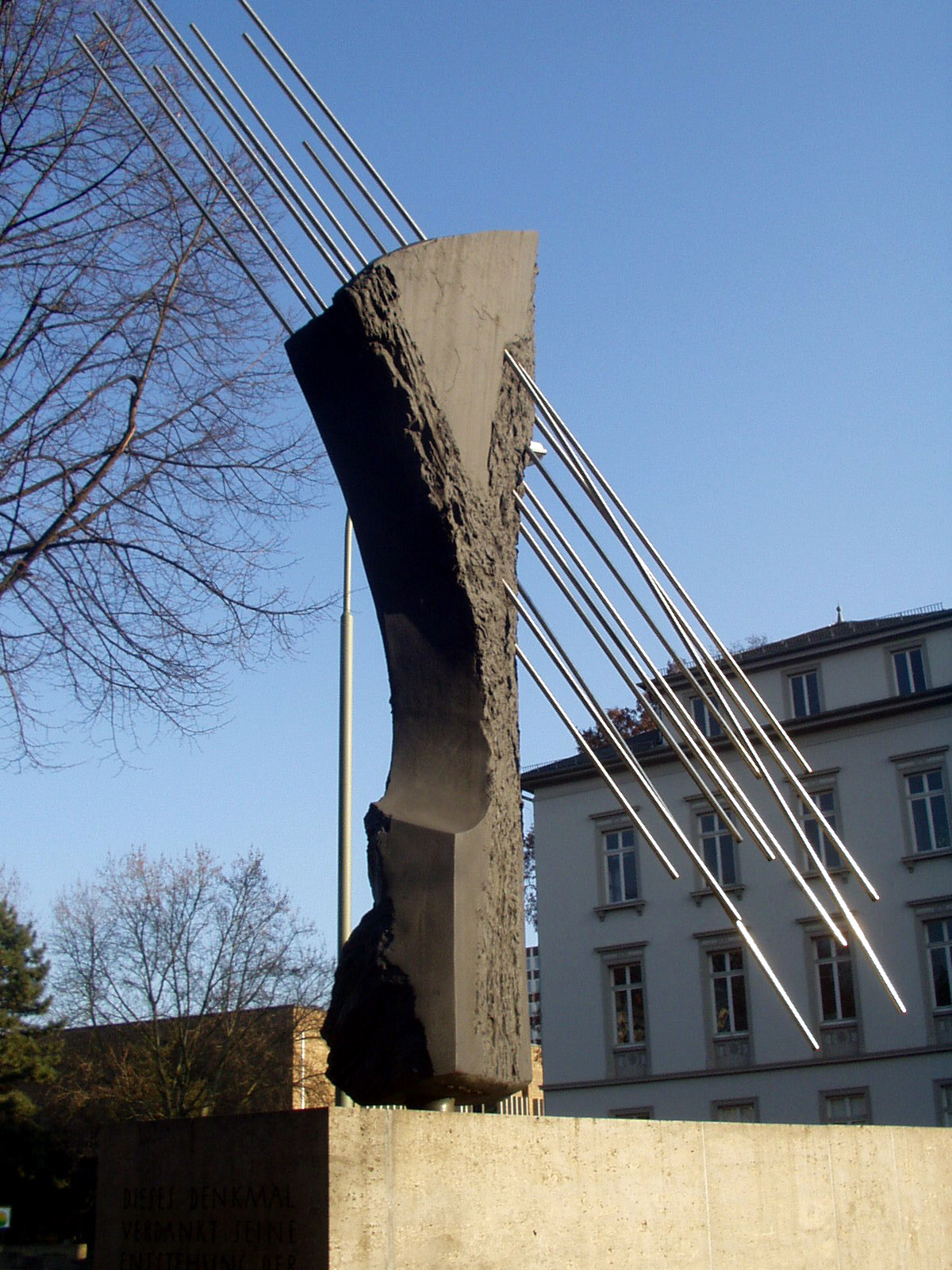
Статуя в Гисене, посвящённая рентгеновскому излучению

## Города-побратимы
- Винчестер, Великобритания
- Гёдёллё, Венгрия
- Нетанья, Израиль
- Феррара, Италия
- Керкраде, Нидерланды
- Сан-Хуан-дель-Сур[англ.], Никарагуа
- Моронг, Польша
- Уотерлу, США
- Градец-Кралове, Чехия

## Известные уроженцы и жители
- 1688: Давид Христиани, математик.
- 1803—1873: Юстус Либих, основатель современной органической химии
- 1813—1837: Георг Бюхнер, поэт и драматург
- 1817—1895: Карл Фохт, естествоиспытатель, зоолог, палеонтолог, врач
- 1818—1892: Август Вильгельм фон Гофман, химик-органик
- 1842—1901: Меркер, Максимилиан, учёный-агрохимик
- 1845—1923: Вильгельм Конрад Рентген, первый лауреат Нобелевской премии по физике
- 1860—1921: Вильгельм Зиверс, географ-страновед, путешественник
- 1865—1939: Филипп Шейдеман, политик, социал-демократ, провозгласивший Германию республикой 9 ноября 1918 (в результате Ноябрьской революции), первый канцлер Веймарской республики
- 1939: Эдлеф Кёппен, немецкий писатель.
- 1885—1970: Фридрих Кельнер, немецкий политический деятель, военный юрист, оппозиционер нацизма
- 1895—1980: Вальтер Дорнбергер, инженер-администратор, один из основателей тяжелого ракетного машиностроения, генерал-лейтенант
- 1957—1985: Штефан Беллоф, автогонщик, участник чемпионата мира по автогонкам в классе Формула-1
- 1890: Генрих Вилль (1812—1890) — немецкий химик.
- 1960: Гаральд Леш, физик, астроном, философ и телеведущий
- 1963: Тиль Швайгер, актёр, режиссёр, продюсер и сценарист
- 1949: Райнгольд Шульц, писатель, юморист, публицист.